# 奥戸
奥戸（おくど）は、東京都葛飾区南部の地名である。現行行政地名は奥戸一丁目から九丁目。住居表示実施済み区域である。

## 地理
葛飾区南部に位置する。北は高砂・細田、東は江戸川区西小岩・上一色、南は東新小岩、西は中川を挟んで立石・東立石と隣接する。町域内は住宅地として利用されるが、森永乳業をはじめとする工場や、近郊農地がわずかに残っている。現在その多くは宅地造成されているものの、中川や農業用水路に挟まれた古くからの低湿地帯である。
東京都道318号環状七号線（環七通り）が町の中央を南北に走っており、奥戸街道が町を東西に横切っている。奥戸1 - 8丁目は新中川南西岸に所在するが、9丁目のみは北東岸に分断された形で位置する。後述するように、かつては奥戸全域が陸続きであったが、新中川が開削されたことにより、町域が分断された。

### 地価
住宅地の地価は、2025年（令和7年）1月1日の公示地価によれば、奥戸6-17-15の地点で30万5000円/m2となっている。

## 歴史
元南葛飾郡奥戸村の中心地であり、新中川の三和橋付近に町役場があった（跡地は水没）。1930年に町に昇格し、1932年に奥戸町は葛飾区に編入された。旧奥戸村の区域は、現在の奥戸のほか、高砂、細田、鎌倉や東新小岩、新小岩、西新小岩の各一部に相当する。太平洋戦争後、町域東側に新中川（中川放水路）が開削され、1963年3月に開通した。

### 地名の由来
町域西端には古くより中川が流れており、船による河川を利用した水運が発達していたことから、「奥津」となっていたものが転訛して「奥戸」になったと考えられている。

## 世帯数と人口
2023年（令和5年）1月1日現在（東京都発表）の世帯数と人口は以下の通りである。
| 丁目       | 世帯数     | 人口     |
| ---------- | ---------- | -------- |
| 奥戸一丁目 | 946世帯    | 2,013人  |
| 奥戸二丁目 | 2,412世帯  | 4,804人  |
| 奥戸三丁目 | 1,504世帯  | 3,013人  |
| 奥戸四丁目 | 1,175世帯  | 2,474人  |
| 奥戸五丁目 | 998世帯    | 1,985人  |
| 奥戸六丁目 | 953世帯    | 1,903人  |
| 奥戸七丁目 | 793世帯    | 1,751人  |
| 奥戸八丁目 | 732世帯    | 1,527人  |
| 奥戸九丁目 | 701世帯    | 1,310人  |
| 計         | 10,214世帯 | 20,780人 |

### 人口の変遷
国勢調査による人口の推移。
| 年                 | 人口   |
| ------------------ | ------ |
| 1995年（平成7年）  | 18,636 |
| 2000年（平成12年） | 18,582 |
| 2005年（平成17年） | 19,757 |
| 2010年（平成22年） | 20,506 |
| 2015年（平成27年） | 20,481 |
| 2020年（令和2年）  | 20,538 |

### 世帯数の変遷
国勢調査による世帯数の推移。
| 年                 | 世帯数 |
| ------------------ | ------ |
| 1995年（平成7年）  | 6,931  |
| 2000年（平成12年） | 7,255  |
| 2005年（平成17年） | 7,742  |
| 2010年（平成22年） | 8,459  |
| 2015年（平成27年） | 8,725  |
| 2020年（令和2年）  | 9,031  |

## 学区
区立小・中学校に通う場合、学区は以下の通りとなる（2021年4月時点）。
| 丁目       | 番地             | 小学校               | 中学校               |
| ---------- | ---------------- | -------------------- | -------------------- |
| 奥戸一丁目 | 全域             | 葛飾区立南奥戸小学校 | 葛飾区立上平井中学校 |
| 奥戸二丁目 | 1～33番 37～44番 | 葛飾区立南奥戸小学校 | 葛飾区立奥戸中学校   |
| 奥戸二丁目 | 34〜36番         | 葛飾区立奥戸小学校   | 葛飾区立奥戸中学校   |
| 奥戸三丁目 | 全域             | 葛飾区立南奥戸小学校 | 葛飾区立上平井中学校 |
| 奥戸四丁目 | 全域             | 葛飾区立上小松小学校 | 葛飾区立上平井中学校 |
| 奥戸五丁目 | 全域             | 葛飾区立奥戸小学校   | 葛飾区立上平井中学校 |
| 奥戸六丁目 | 全域             | 葛飾区立奥戸小学校   | 葛飾区立奥戸中学校   |
| 奥戸七丁目 | 全域             | 葛飾区立奥戸小学校   | 葛飾区立奥戸中学校   |
| 奥戸八丁目 | 全域             | 葛飾区立奥戸小学校   | 葛飾区立奥戸中学校   |
| 奥戸九丁目 | 全域             | 葛飾区立奥戸小学校   | 葛飾区立奥戸中学校   |

## 事業所
2021年（令和3年）現在の経済センサス調査による事業所数と従業員数は以下の通りである。
| 丁目       | 事業所数  | 従業員数 |
| ---------- | --------- | -------- |
| 奥戸一丁目 | 76事業所  | 500人    |
| 奥戸二丁目 | 175事業所 | 1,825人  |
| 奥戸三丁目 | 123事業所 | 1,685人  |
| 奥戸四丁目 | 94事業所  | 1,268人  |
| 奥戸五丁目 | 56事業所  | 629人    |
| 奥戸六丁目 | 78事業所  | 700人    |
| 奥戸七丁目 | 78事業所  | 602人    |
| 奥戸八丁目 | 76事業所  | 552人    |
| 奥戸九丁目 | 36事業所  | 151人    |
| 計         | 792事業所 | 7,912人  |

### 事業者数の変遷
経済センサスによる事業所数の推移。
| 年                 | 事業者数 |
| ------------------ | -------- |
| 2016年（平成28年） | 798      |
| 2021年（令和3年）  | 792      |

### 従業員数の変遷
経済センサスによる従業員数の推移。
| 年                 | 従業員数 |
| ------------------ | -------- |
| 2016年（平成28年） | 7,468    |
| 2021年（令和3年）  | 7,912    |

## 交通
町内に鉄道駅がない代わりに、葛飾区の要請により新小岩駅、亀有駅、京成立石駅、小岩駅などからの京成タウンバス路線が発達している。

### 道路・橋梁
道路
- 千葉県道・東京都道60号市川四ツ木線（奥戸街道）-  一部が1964年東京オリンピックの聖火リレーコースだった。
- 東京都道315号御徒町小岩線（蔵前橋通り）
- 東京都道318号環状七号線（環七通り） - 奥戸陸橋下交差点で奥戸街道と交差する。

橋梁
- 三和橋
- 奥戸新橋
- 奥戸橋
- 本奥戸橋

## 施設
公共施設
- 奥戸総合スポーツセンター

教育機関
- 葛飾区立南奥戸小学校
- 葛飾区立上小松小学校
- 葛飾区立奥戸小学校

商業・企業
- 森永乳業東京工場
- 京成バス奥戸営業所
- 京成タウンバス本社
- 東京天然温泉 古代の湯（ヘルスセンター）
- エリナ
- 九重部屋

## 史跡・寺社
- 鬼塚（奥戸一丁目28番）
- 水神社（奥戸二丁目）
- 八剱神社（奥戸八丁目6番22号）
- 奥戸天祖神社（奥戸二丁目35番16号）
- 善紹寺（奥戸六丁目6番12号）南葛八十八ヶ所霊場１番札所がある。
- 宝蔵院 （奥戸八丁目5番19号） 真言宗豊山派の寺院。応永2年（1395年）創立、天文（1538年）の国府台合戦で焼失、慶長17年（1612年）に再興された。井上靖の碑や柳原白蓮の歌碑がある。
- 妙厳寺（奥戸三丁目28番10号）
- 妙法寺（奥戸八丁目1番17号）
- 森市地蔵（奥戸二丁目）

## その他

### 日本郵便
- 郵便番号 : 124-0022[4]（集配局 : 葛飾郵便局[17]）。